# Mercado Modelo
O Mercado Modelo é um mercado de artesanato localizado na cidade de Salvador, estado da Bahia, no Brasil. Foi inaugurado em 2 de fevereiro de 1912, e ocupa, desde 1971, o prédio da antiga Casa da Alfândega de Salvador. Está situado no bairro do Comércio, uma das zonas comerciais mais antigas e tradicionais de Salvador, constituindo-se em importante atração turística, visitado por 80% dos turistas da cidade. Diante da Baía de Todos os Santos, é vizinho do Elevador Lacerda e do Centro Histórico (que inclui o Pelourinho). Em arquitetura do estilo neoclássico, a edificação é tombada pelo Instituto do Patrimônio Histórico e Artístico Nacional (IPHAN).
Com 8 410 metros quadrados e dois pavimentos, abriga 266 lojas que oferecem a maior variedade de artesanato, presentes e lembranças da Bahia, contando com dois dos mais tradicionais restaurantes de culinária baiana, o Maria de São Pedro, com oitenta anos de existência e o Camafeu de Oxóssi.
A canção "Mercado Modelo", de parceria entre Antônio Carlos, Jocafi e Ildázio Tavares, lamenta na sua letra o incêndio de 1969 que destruiu o prédio original. A música foi gravada em 1973 pela cantora Vanusa e lançada em seu quarto álbum.[carece de fontes?]

## História

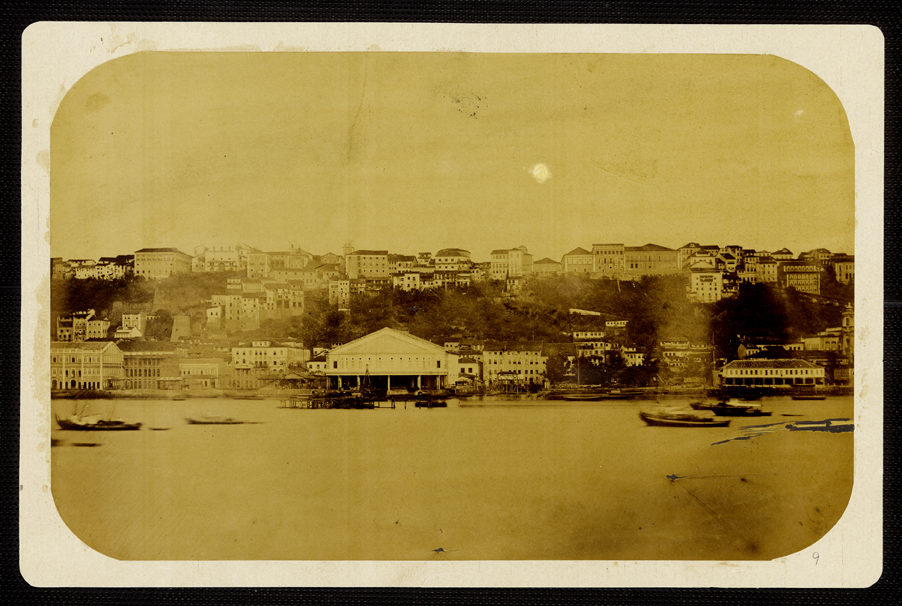
Comércio, século XIX: ao centro, a Casa da Alfândega.

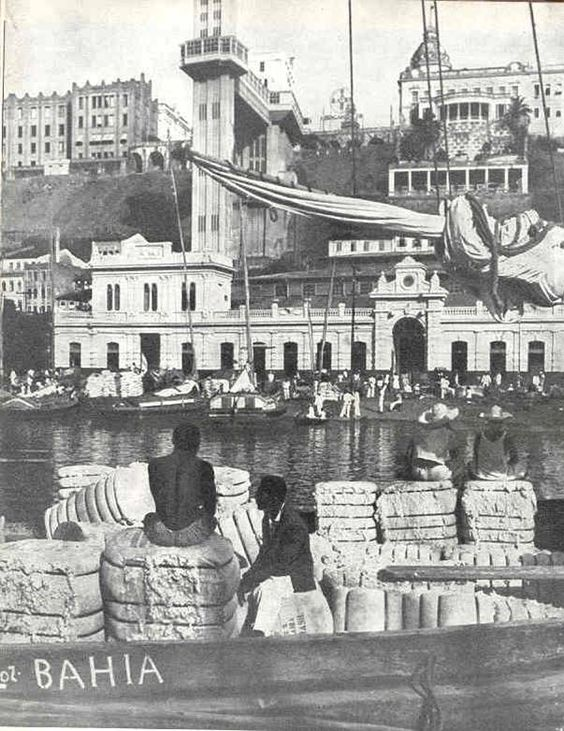
Mercado Modelo, c. 1940.

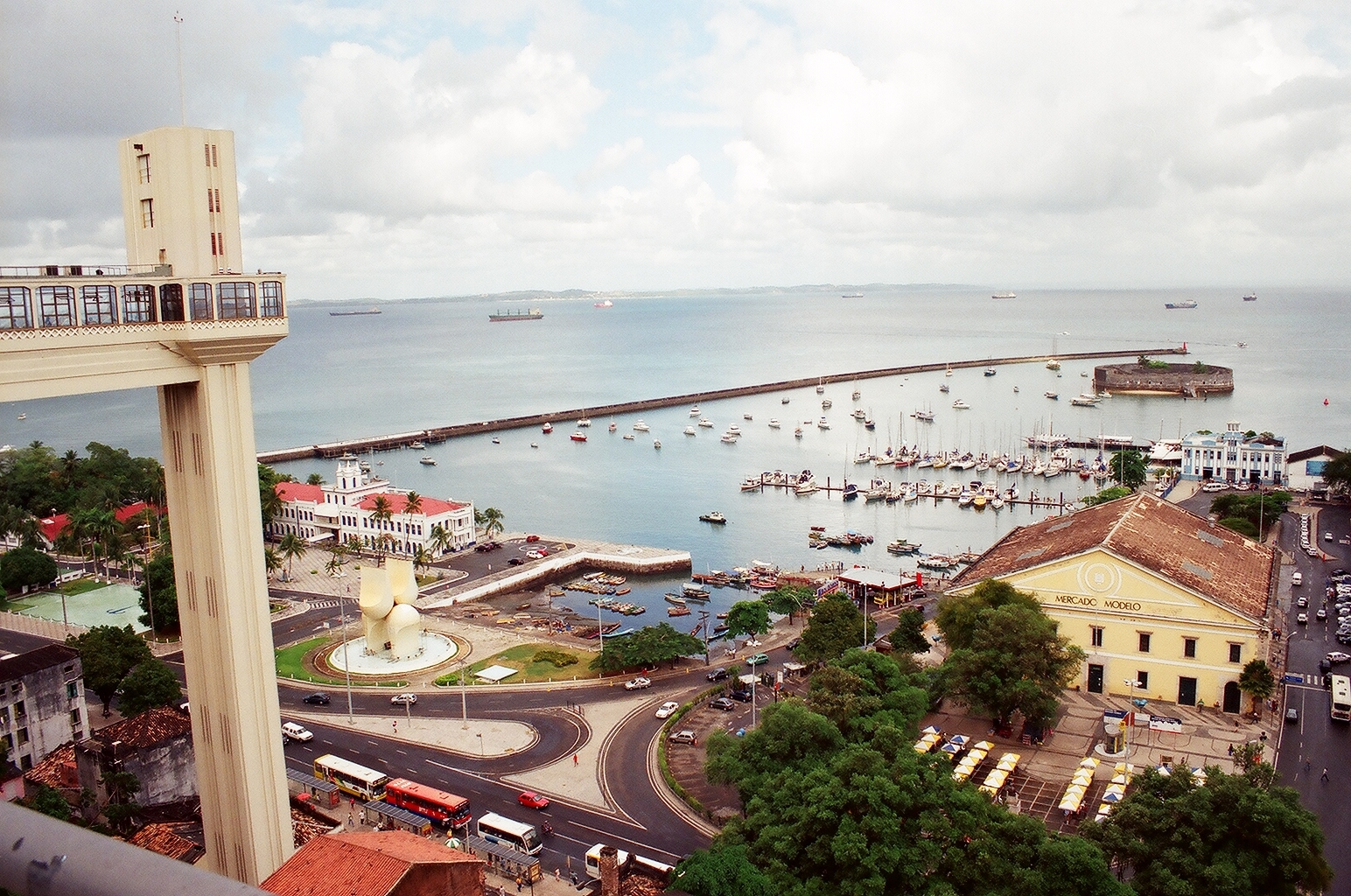
Praça Cairu: à esquerda, o monumento erigido no antigo local do Mercado.

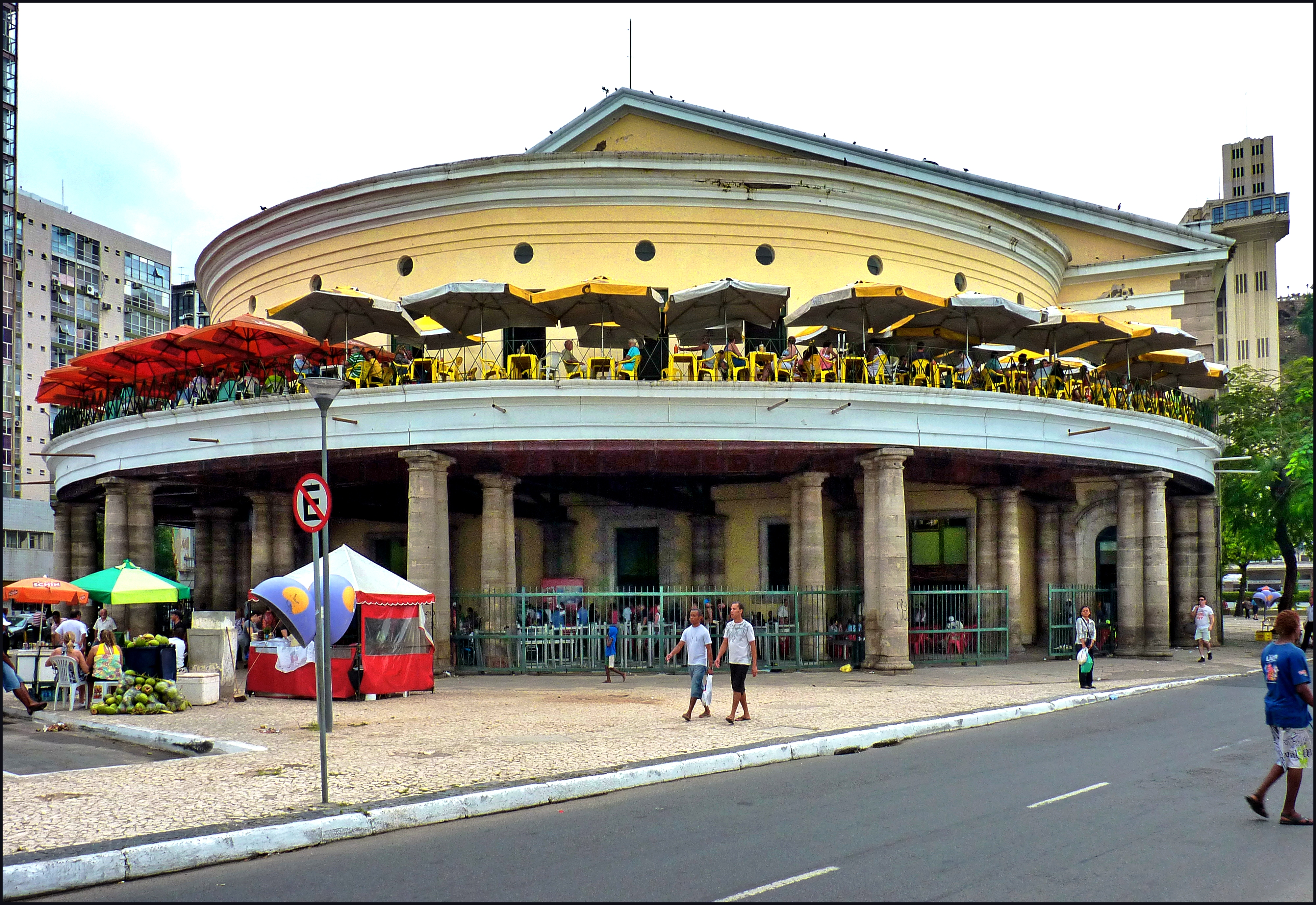
Fundo do mercado, onde estão os restaurantes

O Mercado Modelo surgiu pela necessidade de um centro de abastecimento na Cidade Baixa de Salvador. Sua construção começou em 1911, em terreno da Marinha, ao lado da Praça Cayru. Foi inaugurado em 9 de dezembro de 1912, com cerca de 2.400 m² (40m x 60m) - ainda sem a sua famosa rampa, conhecida como "Rampa do Mercado". A edificação ficava próxima à Casa da Alfândega (construída em 1860-1861).
O abastecimento do mercado era feito por meio de uma rampa, onde os saveiros da baía de Todos os Santos desembarcavam mercadorias provenientes dos vários municípios do Recôncavo. Situado entre a Casa da Alfândega e o largo da Conceição, o Mercado oferecia itens tão variados quanto hortifrutigranjeiros, cereais, animais, charutos, cachaças e artigos para o Candomblé.
Porém, logo em 1917, o prédio foi atingido por um primeiro incêndio, de pequenas proporções. Em 1922, um outro incêncio iniciou-se na madrugada de 7 de janeiro, tendo reduzido o Mercado às cavernas (áreas subterrâneas) e causado mais de mil contos de réis de prejuízos, segundo a imprensa da época. Houve boatos de que se tratara de um incêndio proposital. Reformado, com a sua pintura original — amarela e vermelha — substituída pela cor verde, ganhou o apelido de Tartaruga Verde. Em 28 de fevereiro de 1943 (um domingo), registrou-se um terceiro incêndio, que resultou na destruição parcial das instalações. As causas não foram identificadas, mas edifício pôde ser recuperado.[carece de fontes?]
Em 1º de agosto de 1969 ocorreu o mais violento incêndio da história o Mercado. A reconstrução do imóvel era impossível. O que restou da edificação foi demolido, visando a segurança pública. A partir de 2 de fevereiro de 1971, o Mercado passou a ocupar o edifício da 3.ª Alfândega de Salvador, uma construção em estilo neoclássico do século XIX, tombada pelo Instituto do Patrimônio Histórico e Artístico Nacional (IPHAN). No local onde existira o Mercado, foi erguida uma escultura de Mário Cravo Junior, o Monumento à Cidade do Salvador.[carece de fontes?]
Um novo incêndio em 1984, já no atual prédio, destruiu instalações e levou a uma extensa reforma do edifício, permitindo a sua reinauguração em 10 de janeiro daquele mesmo ano.
Em 2016, foi noticiado que o mercado passava por dificuldade financeira. Administrado pela associação dos permissionários, a entidade não tem como exercer o poder de polícia administrativa para combater a inadimplência. Por isso, o Mercado deveria passar a ser administrado pela Prefeitura de Salvador, por meio da Secretaria de Ordem Pública (Semop), cujo processo transitório foi mediado pelo Ministério Público.
 

Em 2018, o Mercado foi listado pelo site Mega Curioso entre os "20 dos locais mais assombrados do Brasil".